# فينلاي كارسون
فينلاي كارسون هو فلاح وسياسي بريطاني، ولد في 18 أكتوبر 1967 في Twynholm ‏ في المملكة المتحدة. نشط حزبياً في الاسكتلنديون المحافظون ‏. في 2016 Scottish Parliament election ‏، انتخب Member of the 5th Scottish Parliament ‏ عن دائرة Galloway and West Dumfries (Scottish Parliament constituency) ‏ وقد انضم خلال فترته النيابية ‏ (5 مايو 2016 – ) للكتلة البرلمانية الاسكتلنديون المحافظون ‏.